# Buhajiwka
Buhajiwka (ukrainisch Бугаївка; russisch Бугаевка Bugajewka) ist eine Siedlung städtischen Typs im Osten der Ukraine mit etwa 3000 Einwohnern.

## Geographie
Der Ort ist in der Oblast Luhansk liegt am Fluss Bila (Біла), etwa 5 Kilometer südöstlich der Rajonshauptstadt Perewalsk und 38 Kilometer südwestlich der Oblasthauptstadt Luhansk gelegen.
Buhajiwka bildet verwaltungstechnisch zusammen mit den Dörfern Horodnje (Городнє), Malokostjantyniwka (Малокостянтинівка) und Trojizke (Троїцьке) eine Siedlungsratsgemeinde.

## Geschichte
Der Ort wurde in den 1760er Jahren gegründet und 1938 zu einer Siedlung städtischen Typs erhoben.
Seit Sommer 2014 ist der Ort im Verlauf des Ukrainekrieges durch Separatisten der Volksrepublik Lugansk besetzt.